# Tarrés
|  | Per a altres significats, vegeu «Tarrés (desambiguació)». |

Tarrés és un municipi de la comarca de les Garrigues. El terme municipal és a l'est de la comarca, perllongant-se de la serra del Tallat i la serra de Vilobí. Limita al nord amb el municipi de Fulleda, a l'oest amb Vinaixa, i a l'est i al sud amb Vimbodí i Poblet. Els conreus predominants són de secà: cereals, ametllers, cirerers, oliveres i vinya. La meitat del terme és superfície forestal. S'hi accedeix des de la carretera N-240 (Tarragona-Lleida), a través d'un enllaç amb la carretera local LV-2014.

## Història
Abans de la reconquesta, Tarrés formà part del valiat àrab de Siurana. El 26 de juliol de 1149, Ramon Berenguer IV va fer donació del terme de Tarrés a Ramon de Boixadors i a la seva muller Ermessenda, a condició que hi construïssin una fortalesa. A mitjans del segle xiii, Tarrés passà a formar part dels dominis de l'abadia cistercenca de Poblet, on hi romangué fins a l'abolició del règim senyorial al primer terç del segle xix.
Com altres pobles rurals, experimentà un decreixement demogràfic al llarg del segle xx. L'agricultura deixà de ser la font principal d'ingressos dels seus habitants, que majoritàriament treballen fora del municipi. El terme municipal acull dos parcs eòlics: el Serra de Vilobí I, emplaçat entre Tarrés i Fulleda i que entrà en funcionament el 2008, i el Serra de Vilobí II, que ho feu el 2013.

## Geografia
- Llista de topònims de Tarrés (Orografia: muntanyes, serres, collades, indrets..; hidrografia: rius, fonts...; edificis: cases, masies, esglésies, etc).

## Llocs d'interès
L'església parroquial de Santa Maria, de façana neoclàssica i esvelt campanar, es va construir el 1799 sobre l'antic temple. El poble està format per carrers estrets i costeruts, amb nombroses construccions de pedra seca com la Casa de la Vila (1695), amb una gran arcada, o "els Perxis", amb una magnífica façana porxada. Als afores, hi ha l'eremitori de la Santa Creu (1977), format per antigues pallisses habilitades com a ermita i casa de colònies. Disseminades pel terme, hi ha nombroses cabanes de volta i forns de calç, que es poden visitar a peu o en bicicleta, seguint les rutes senyalitzades.

## Festes
Festa major d'estiuMare de Déu d'Agost (15 d'agost) i Sant Roc (16 d'agost)
Festa major d'hivernSant Isidre (15 de maig)

## Demografia
| 1497 f | 1515 f | 1553 f | 1717 | 1787 | 1857 | 1877 | 1887 | 1900 | 1910 |
| ------ | ------ | ------ | ---- | ---- | ---- | ---- | ---- | ---- | ---- |
| -      | -      | 18     | 79   | 162  | 366  | 327  | 323  | 361  | 298  |

| 1920 | 1930 | 1940 | 1950 | 1960 | 1970 | 1981 | 1990 | 1992 | 1994 |
| ---- | ---- | ---- | ---- | ---- | ---- | ---- | ---- | ---- | ---- |
| 286  | 310  | 243  | 229  | 224  | 159  | 107  | 103  | 100  | 100  |

| 1996 | 1998 | 2000 | 2002 | 2004 | 2006 | 2008 | 2010 | 2012 | 2014 |
| ---- | ---- | ---- | ---- | ---- | ---- | ---- | ---- | ---- | ---- |
| 108  | 109  | 105  | 119  | 121  | 111  | 106  | 109  | 107  | 105  |

| 2016 | 2018 | 2020 | 2022 | 2024 | 2026 | 2028 | 2030 | 2032 | 2034 |
| ---- | ---- | ---- | ---- | ---- | ---- | ---- | ---- | ---- | ---- |
| 100  | 99   | 102  | 105  | 125  | -    | -    | -    | -    | -    |